# Aechmea rubens
Espèce
Classification phylogénétique
Synonymes
- Gravisia rubens L.B.Sm.

Aechmea rubens est une espèce de plantes de la famille des Bromeliaceae, présente en Amérique du Sud, potentiellement endémique du Brésil.

## Synonymes
- Gravisia rubens L.B.Sm.[1].

## Distribution
L'espèce serait endémique du Brésil.

## Description
L'espèce est épiphyte.